# Chasen

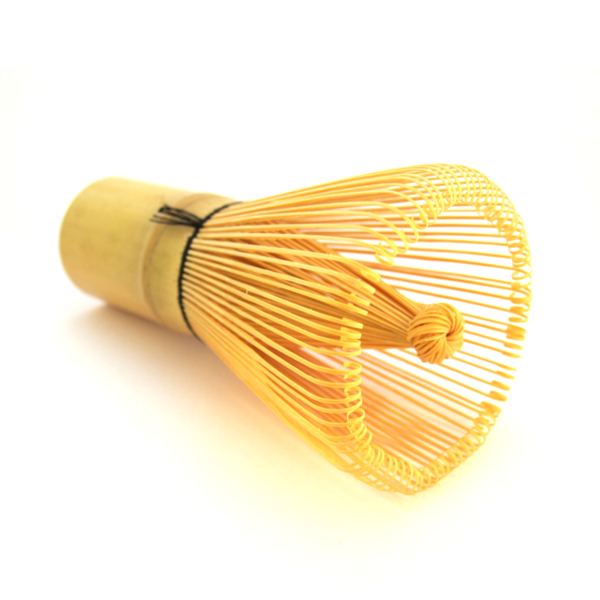
Een chasen.

Chasen (Japans: 茶筅, Hepburn: chasen [t͡ɕa̠sẽ̞ɴ]) is een bamboe matchaklopper. Deze is bedoeld om Japanse thee, zoals matcha, mee op te schuimen.

## Etymologie
Het woord chasen is de romaji-transliteratie van de kanji 茶筅. Het is een samenstelling van het zelfstandige naamwoord 茶 [cha] "thee" in de on-lezing en het zelfstandige naamwoord 筅 [sen] "klopper" of "garde" eveneens in de on-lezing. Chasen betekent letterlijk: theeklopper.

## Productieproces
Matchakloppers worden met de hand vervaardigd uit één stuk bamboe dat drie jaar lang is gedroogd. Elke klopper heeft 80 tot 100 'tanden' of 'haren'. Deze tanden zijn dikker aan de basis dan aan het uiteinde. De tanden worden met de hand gesneden uit het stuk bamboe. Hoewel deze tanden naar buiten zijn gericht, eindigen ze in een lichte naar binnen gerichte krulling. De tanden worden gespleten en er worden ook binnentanden gevormd die juist in elkaar haken; die laatste tanden komen uit elkaar wanneer de chasen voor de eerste keer wordt geweekt in heet water. De buitenste tanden worden met behulp van een draad met elkaar verbonden en gestabiliseerd, hierdoor ontstaat de scheiding tussen de binnenste en de buitenste tanden. De binnenste tanden blijven ongebonden. Voor de chasen geldt, hoe meer tanden, hoe fijner het matchaschuim.

## Trivia
- Ondanks het intensieve handwerk kunnen chasen ongeveer 10 keer worden gebruikt. Daarna verliest de klopper zijn effectiviteit en dient de klopper te worden vervangen.[5]
- Een chasenhouder wordt een chasentate genoemd (Japans: 茶筅立て), deze is nodig zodat de klopper rechtop kan blijven staan en niet gaat schimmelen.[6]